# Girgigirgi
Girgigirgi is een kamp van de Janjaweed in Gharb-Darfoer, in gebruik sinds september 2003. Girgigirgi ligt 85 km ten noordoosten van Al-Junaynah (Geneina) in West-Darfoer. De plaats was een oud dorp, maar de inwoners werden verjaagd door de Janjaweed-militia. Het was de basis van de inmiddels overleden Janjaweed-leider Shurkutallah. 